# Christiane Solte-Gresser
Christiane Solte-Gresser (* 1968 in Tübingen) ist eine deutsche Literaturwissenschaftlerin und Komparatistin. Sie ist Professorin für Allgemeine und Vergleichende Literaturwissenschaft an der Universität des Saarlandes und Direktorin des Käte Hamburger Kollegs für kulturelle Praktiken der Reparation (CURE).

## Leben
Nach einer Ausbildung zur Buchhändlerin in Nürtingen und Frankfurt am Main studierte Christiane Solte-Gresser Romanistik und Germanistik an den Universitäten Bremen und Paris VIII. 1999 promovierte sie bei Peter Bürger in Bremen mit der Arbeit Leben im Dialog. Wege der Selbstvergewisserung in den Briefen von Marie de Sévigné und Isabelle de Charrière zu Formen dialogischer Subjektivität. Für ihre Dissertationsschrift wurde sie mit dem Elise-Richter-Preis des Deutschen Romanistenverbandes ausgezeichnet. Im Jahr 2007 habilitierte sie sich mit einer Studie über literarische Gestaltung von Alltäglichkeit in deutscher, französischer und italienischer Erzählprosa und erhielt die venia legendi für Vergleichende Literaturwissenschaft, Romanistik und Germanistik.
Im Jahr 2008 war Christiane Solte-Gresser Gastprofessorin am Département d’Allemand der Université Aix-Marseille I. Von 2008 bis 2009 nahm sie eine Vertretungsprofessur für französische und italienische Literaturwissenschaft an der Goethe-Universität Frankfurt am Main wahr.
Seit 2009 ist sie Professorin für Allgemeine und Vergleichende Literaturwissenschaft an der Universität des Saarlandes. Dort leitete sie von April 2015 bis März 2024 das von der Deutschen Forschungsgemeinschaft geförderte Graduiertenkolleg „Europäische Traumkulturen“ (GRK 2021). Sie ist Mitglied im Direktorium von LOGOS, der internationalen Doktorandenschule der Universität der Großregion UniGR, und gibt mehrere Zeitschriften und Buchreihen mit heraus, darunter das Jahrbuch Komparatistik, Rhinozeros: Europa im Übergang, Traum – Wissen – Erzählen und die Saarbrücker Beiträge zur Vergleichenden Literatur- und Kulturwissenschaft. Seit April 2024 ist sie zusammen mit Markus Messling Direktorin des vom Bundesministerium für Bildung und Forschung geförderten Käte Hamburger Kollegs für kulturelle Praktiken der Reparation (CURE).

## Forschungsschwerpunkte
Christiane Solte-Gressers Arbeitsschwerpunkte liegen in der deutsch-, französisch- und italienischsprachigen Literatur, Literaturtheorien- und methoden, Intermedialen Studien und Holocaust Studies. Zudem forscht sie zu ästhetischen Traumdarstellungen, zu gesellschaftlichen Funktionen der Literatur, zur Ästhetik und Poetik des Alltäglichen, zur Theorie und Geschichte der Autobiographie und zur Literatur und Kultur des siècle classique.

## Publikationen (Auswahl)

### Monografien
- Shoah-Träume. Vergleichende Studien zum Traum als Erzählverfahren, Paderborn: Fink 2021.
- Spielräume des Alltags. Literarische Gestaltung von Alltäglichkeit in deutscher, französischer und italienischer Erzählprosa (1929–1949),  Würzburg: Königshausen & Neumann 2010.
- Leben im Dialog. Wege der Selbstvergewisserung in den Briefen von Marie de Sévigné und Isabelle de Charrière, Königstein: Helmer 2000.
- Die Welt der Träume. Eine Reise durch alle Zeiten und Kulturen. wbg, Darmstadt 2023, ISBN 978-3-534-27641-7.

### Herausgaben
- The True Size of Africa. Katalog zur gleichnamigen Ausstellung im UNESCO-Weltkulturerbe Völklinger Hütte (9. November 2024 bis 17. August 2025). München 2025: Hirmer Verlag (mit Ralf Beil und Markus Messling).
- Kulturökologie und ökologische Kultur in der Großregion / Écologie culturelle et cultures écologiques dans la Grande Région, Berlin: Peter Lang 2020 (zusammen mit Sébastian Thiltges).
- An den Rändern des Lebens. Träume vom Sterben und Geborenwerden in den Künsten, Paderborn: Fink 2019 (zusammen mit Mauro Fosco Bertola).
- Traum und Inspiration. Transformationen eines Topos in Literatur, Kunst und Musik, Paderborn: Fink 2018 (zusammen mit Marlen Schneider).
- Literatur und Ökologie. Neue literatur- und kulturwissenschaftliche Perspektiven, Bielefeld: Aisthesis 2017 (zusammen mit Claudia Schmitt).
- Vergleichen an der Grenze. Beiträge zu Manfred Schmelings komparatistischen Forschungen, Würzburg: Königshausen & Neumann 2016 (zusammen mit Hans-Joachim Backe und Claudia Schmitt).
- Theorie erzählen / Raconter la théorie / Narrating Theory. Fiktionalisierte Literaturtheorie im Roman, Würzburg: Königshausen & Neumann 2016 (zusammen mit Manfred Schmeling).
- Zwischen Transfer und Vergleich. Theorien und Methoden der Literatur- und Kulturbeziehungen aus deutsch-französischer Perspektive, Stuttgart: Steiner 2013 (zusammen mit Hans-Jürgen Lüsebrink und Manfred Schmeling).
- Relire Madeleine Bourdouxhe. Regards croisés sur son œuvre littéraire, Brüssel: Peter Lang 2011 (zusammen mit Cécile Kovacshazy).
- Mittelmeerdiskurse in Literatur und Film / La Méditerranée: représentations littéraires et cinématographiques, 317 S., Frankfurt am Main: Peter Lang 2010 (zusammen mit Elisabeth Arend und Elke Richter).
- Eros und Literatur. Liebe in Texten von der Antike bis zum Cyberspace. Festschrift für Gert Sautermeister, Bremen: edition lumière 2005 (zusammen mit Wolfgang Emmerich und Hans Wolf Jäger).
- Von der Wirklichkeit zur Wissenschaft. Aktuelle Forschungsmethoden in den Sprach-, Literatur- und Kulturwissenschaften, Münster: LIT 2005 (zusammen mit Karen Struve und Natascha Ueckmann).
- Écritures.  Denk- und Schreibweisen jenseits der Grenzen von Literatur und Philosophie,  Tübingen: Stauffenburg 2004 (zusammen mit Margot Brink).